# Vittaria bensei
Vittaria bensei är en kantbräkenväxtart som beskrevs av Cornelis Rugier Willem Karel van Alderwerelt van Rosenburgh. Vittaria bensei ingår i släktet Vittaria och familjen Pteridaceae. Inga underarter finns listade.